# 彦佐と太助 殴り込み吉田御殿
『彦佐と太助 殴り込み吉田御殿』（ひこさとたすけ なぐりこみよしだごでん）は、1955年3月20日に公開された日本映画。製作は東映京都撮影所。配給は東映。モノクロ、スタンダード。

## スタッフ
- 製作：大川博
- 企画：坂巻辰男
- 脚本：西条照太郎
- 音楽：白木義信
- 撮影：杉田正二
- 美術：吉村晟
- 録音：石原貞光
- 照明：和多田弘
- 監督：内出好吉

## キャスト
- 大久保彦左衛門：月形龍之介
- 一心太助：片岡栄二郎
- 将軍家光：沢田清
- 千姫：喜多川千鶴
- お加代：宇治みさ子
- 清次郎：時田一男
- 笹尾喜内：杉狂児
- 広川大膳：澤村國太郎
- 永井平六：大丸巌
- 春日局：松浦築枝
- 酒井左衛門尉：青柳竜太郎
- 松平左近太夫：堀正夫
- 瀬川吉之丞：丘郁夫
- 女中おたね：赤木春恵
- 老女：不二和子
- 腰元菊江：吉田江利子
- 腰元萩乃：美山黎子
- 老中：河部五郎